# Calanthe arisanensis
Calanthe arisanensis är en orkidéart som beskrevs av Bunzo Hayata. Calanthe arisanensis ingår i släktet Calanthe och familjen orkidéer.
Artens utbredningsområde är Taiwan. Inga underarter finns listade i Catalogue of Life.